# 美孚新邨圖書館
美孚新邨圖書館（英語：Mei Foo Sun Chuen Public Library）是香港一間已關閉的公共圖書館。舊址位於九龍深水埗區美孚新邨（第八期）百老匯街102B號2樓131-132號鋪，由香港市政局設立及管理。隨著荔枝角公共圖書館於1992年7月6日啟用，本圖書館予以取代並關閉。

## 歷史
1974年，市政局計劃在深水埗區設立第二間公共圖書館，並致函美孚新邨管理有限公司洽談選址及租務事宜。隨後管理公司提出方案，以月租每平方呎1.15港元及每月750港元管理費，出租該屋苑第八期商場二樓鋪位予市政局作公共圖書館之用。1977年7月，市政局圖書館專責委員會通過該方案，批出約910萬港元添置圖書及裝修，裝修工程交由工務司署負責。翌年9月11日，美孚新邨圖書館正式啟用，由時任市政局議員麥健士主持開幕典禮。
1981年，市政局否決斥資購入現有圖書館鋪位，並研究在體育館用地附近興建小型圖書館取代。及後考慮到美孚新邨位於深水埗區邊陲，故建議在荔枝角公園體育館附近興建新圖書館。最終決定新圖書館設於市政總署訓練學院大樓內（即現今荔枝角政府合署），預計1992年4月完成工程。
1992年7月6日，荔枝角公共圖書館正式啟用，美孚新邨圖書館隨即關閉，完成還原工程後交回鋪位。

## 設施及服務
本圖書館樓面面積818平方米，設有成人圖書館、兒童圖書館及閱覽室，提供中英圖書、報刊及期刊供讀者閱覽；該館亦設立一間學生自修室，共提供90個座位。自開館以來，館方為公眾舉辦放映會、主題演講、手工藝及結他工作坊，更為學生提供導賞團，介紹該館的設施及服務。

## 開放時間
1978年，時任市政局議員張有興建議，延長週日及公眾假期的開放時間，迎合各區居民需要。因此局方推行試驗計劃，延長美孚新邨圖書館至每週57小時。其中週六及週日閉館時間分別延至晚上8時及下午5時，唯開館時間順延至上午10時。
| 日期                                                   | 開放時間            |
| ------------------------------------------------------ | ------------------- |
| 星期一                                                 | 休息                |
| 星期二至星期六                                         | 上午10:00至晚上8:00 |
| 星期日及公眾假期                                       | 上午10:00至下午5:00 |
| 元旦日 農曆年初一至年初三 耶穌受難日 聖誕節 聖誕節翌日 | 休息                |